# Camisia lapponica
Camisia lapponica är en kvalsterart som först beskrevs av Trägårdh 1910.  Camisia lapponica ingår i släktet Camisia och familjen Camisiidae. Inga underarter finns listade.